# Simone Tiribocchi
 (mai 2023).
Si vous disposez d'ouvrages ou d'articles de référence ou si vous connaissez des sites web de qualité traitant du thème abordé ici, merci de compléter l'article en donnant les références utiles à sa vérifiabilité et en les liant à la section « Notes et références ».
Simone Tiribocchi est un joueur de football italien (né le 31 janvier 1978 à Rome), évoluant au poste d'attaquant puis entraineur.

## Biographie
Simone Tiribocchi se forme dans les équipes de jeunes de la SS Lazio. Il commence sa carrière professionnelle en 1995-96 à 17 ans à   
l'Pistoiese en Serie B. Tiribocchi ne joue que trois matchs avant de signer en janvier pour l'Empoli FC, en Serie C1, avec qui il ne joue pas. En 1996, il est acheté par le Torino FC en Serie B. Il joue très peu dans le club piémontais, ne collectionnant en deux saisons que 6 matchs, sans buts. Considéré comme encore trop tendre et trop jeune, Tiribocchi est prêté lors de la saison 1998-99 à Savoia en Serie C1. Tiribocchi trouve enfin du temps du jeu et participe à 28 matchs pour 3 buts, couronnés par une montée en Serie B après la victoire en play-off et une victoire contre l'US Juve Stabia (2-0).
Simone Tiribocchi est prêté à nouveau lors de la saison 1999-2000, à Benevento, toujours en Serie C1. L'équipe termine 12e et Tiribocchi fait trembler 9 fois les filets en 31 apparitions. Il ne rentre toutefois pas encore au club détenteur de son contrat, le Torino FC, mais est prêté une troisième fois, cette fois en Serie B, à l'AC Sienne. L'équipe termine 13e et Tiribocchi avec 8 buts en 34 matchs se met en valeur ce qui lui permet de retourner à la base l'année suivante et de rester dans l'effectif du Torino FC.
Il débute donc en Serie A lors de la saison 2001-02, mais sa saison sera un échec, ne descendant que 3 fois sur le terrain. En janvier 2002, il est donc à nouveau prêté, à l'Ancona en Serie B. L'équipe termine 8e et Tiribocchi marque 3 buts en 17 matchs. Ne bénéficiant toujours pas de la confiance de son club d'origine, il retourne en prêt à l'AC Sienne en Serie B, réussissant cette fois-ci à marquer définitivement les esprits, signant 16 buts en 34 matchs et permettant à l'équipe toscane, 1re, d'accéder pour la première fois de son histoire à la Serie A.
Cela lui permet de retourner au Torino FC en position de force. Même si la saison du club turinois sera ratée (12e en Serie B), Tiribocchi sera un des rares à tirer son épingle du jeu, confirmant sa capacité à marquer (11 buts en 38 matchs). Ces bonnes performances lui permettent de retrouver la Serie A avec un autre statut, en signant au Chievo Vérone. La première saison, il joue 21 matchs pour 5 buts (15e), la deuxième 22 matchs pour 7 buts, l'équipe terminant à une historique 4e place lui permettant de disputer le tour préliminaire de la Ligue des champions. Cela permettra à Tiribocchi de faire ses premiers pas en compétition européenne, même si l'équipe perd contre le PFK Levski Sofia. 
Après 16 matchs en championnat pour 3 petits buts, il est cédé en janvier 2007 à l'US Lecce en Serie B. Tiribocchi marquera un but tous les deux matchs (11 buts pour 22 matchs joués), avec deux triplés, mais l'équipe ne terminera que 9e. La saison suivante sera plus glorieuse pour le club qui va retrouver l'élite après une victoire en play-off contre l'UC Albinoleffe (1-0, 1-1). Tiribocchi confirmera ses stats en marquant 19 buts en 41 matchs.
Ses performances l'amènent à signer un contrat de 3 ans pour l'Atalanta à partir de la saison 2009-10. Tiribocchi est un joueur essentiel de l'équipe. Malgré le risque de relégation pour le club, Tiribocchi a marqué déjà 11 buts en 34 matchs, confirmant ses qualités de buteur et son abnégation sur le terrain.
Fin août 2012, il signe en faveur de Pro Vercelli.

## Parcours de joueur
- 1994-1995 : Lazio Rome
- 1995-1996 : AC Pistoiese
- 1996-1998 : Torino Calcio
- 1998-1999 : AC Savoia 1908
- 1999-2000 : FCS Bénévent
- 2000-2001 : AC Sienne
- 2001-déc. 2001 : Torino Calcio
- jan. 2002-2002 : Ancône Calcio
- 2002-2003 : AC Sienne
- 2003-2004 : Torino Calcio
- 2004-jan. 2007 : Chievo Vérone
- jan. 2007-2009 : US Lecce
- 2009-2012 : Atalanta Bergame
- 2012-jan. 2013 : Pro Verceil
- janv. 2013-2014 : Vicence Calcio

## Palmarès
- 1 championnat de Serie B : 2002-03 AC Sienne

## Parcours d'entraineur
- depuis mars 2017-avril 2017 : Olbia